# 飯坂町茂庭
飯坂町茂庭（いいざかまちもにわ）は、福島県福島市の地名で飯坂支所所管にあたる飯坂地域内である。本項ではかつて同地域に所在した伊達郡茂庭村についても述べる。

## 飯坂町茂庭
福島市で最も広い面積を有しており、飯坂地域の中で最も人口が少ない場所である。ほとんどが山岳地帯であるため林業が主な産業となっている。北部に摺上川ダムがあり、ダムを通して摺上川が北から南へ流れる。摺上川沿いに国道399号が通る。また川に沿って集落が点在し集落ごとに水田が引かれている。

### 地理
福島市及び飯坂地域の北端部に位置し、北で宮城県刈田郡七ヶ宿町（割付、稲子、茂庭道、稲子山、愛宕山、東谷地山、下烏川、鳥川岳）と、東で宮城県白石市（小原）、伊達郡桑折町松原と、南で飯坂町湯野、飯坂町、飯坂町中野と、西で山形県米沢市（万世町刈安、万世町梓山）、山形県東置賜郡高畠町（上和田、金原）とそれぞれ隣接する。

#### 河川・架橋
- 摺上川
  - 名号大橋 - 福島市道
  - 新広瀬橋 - 福島市道
  - 黒沢橋 - 福島市道
  - 軽井沢橋 - 国道399号
- カラブ沢
  - カラブ沢橋 - 国道399号
- 滑沢
  - 滑沢橋 - 国道399号
- 中津川
  - 中津川橋 - 福島市道
- 軽井沢
  - 軽井沢橋 - 国道399号
- 烏川
- 手沢
- 枯松沢
- 滑谷沢
- 白金沢
  - 白金沢橋
- 叶道沢
  - 叶道橋 - 国道399号
- 地蔵沢
  - 地蔵沢橋 - 国道399号
- 小深谷沢
  - 小深谷橋 - 国道399号
- 大深谷沢
  - 大深谷橋 - 国道399号
- 赤沢
  - 赤沢弁慶大橋 - 国道399号
- 布入川
- 茂庭沢
- 鱒沢
- 芦ヶ沢

#### 山岳
- 栗子山
- 豪士山
- 文珠山
- 摺上山
- 三ツ森
- 七ツ森
- 萬歳楽山
- 御在所山
- 大頭山

#### 湖沼
- 茂庭っ湖

#### 主な字
- 秋庭
- 尼ケ堂
- 板橋
- 上滝野
- 上滝野山
- 上ノ台
- 生産神
- 大平
- 大堀
- 大豆栗
- 岡畑
- 上河原
- 軽井沢
- 北野原
- 北野原前
- 供養前
- 黒沢
- 小芦平
- 小泉
- 獅々内

- 地蔵原
- 清水
- 清水川原
- 下釜
- 下久保
- 下滝野
- 白兎
- 鈴平
- 李下
- 蝉狩野山
- 滝野前
- 田畑
- 堂ノ上
- 遠西
- 戸上向
- 中川原
- 中島
- 中ノ平
- 中茂庭
- 中茂庭前

- 名号
- 梨平
- 屶振
- 屶振山
- 滑川
- 滑滝道
- 西川原
- 西原
- 布入
- 八方塚
- 日陰渕
- 樋ノ口
- 広瀬
- 広瀬浦
- 広瀬前
- 琵琶沢
- 藤清水
- 前河原
- 前原
- 鱒沢

- 増沢山
- 宮沢口
- 宮ノ前
- 向川原
- 茂庭沢
- 茂庭沢口
- 焼松

## 歴史
- 1889年4月1日 - 町村制より茂庭村の大部分をもって伊達郡茂庭村が発足。
- 1955年3月31日 - 茂庭村が信夫郡飯坂町（旧）・平野村・中野村・伊達郡湯野町・同郡東湯野村と合併し、信夫郡飯坂町（新）が発足。旧茂庭村域は大字茂庭となる。
- 1964年1月1日 - 飯坂町は福島市に編入され、大字茂庭は飯坂町茂庭に改称。

### 世帯数と人口の推移
| 年     | 世帯数（世帯） | 人口（人） |
| ------ | -------------- | ---------- |
| 1887年 | 277            | 1,634      |
| 1889年 | 277            | 1,753      |
| 1920年 | 431            | 2,467      |
| 1935年 | 434            | 2,814      |
| 1947年 | 501            | 2,911      |
| 2012年 | 276            | 546        |
| 2017年 | 190            | 441        |

- 2017年は6月30日現在の世帯数と人口である[1]。

### 施設

#### 行政
- 福島市役所飯坂支所茂庭出張所
- 摺上川ダム

#### 教育
- 福島市立茂庭小学校（2018年3月廃校）

#### 公園
- 茂庭広瀬公園

### 交通

#### バス
福島交通路線バス
- （飯坂温泉駅方面） - 板橋 - 増沢 - 藤清水 - 軽井沢 - 白兎 - 滝野 - 下滝野 - 茂庭小学校 - 田端 - 秋庭 - 茂庭局前 - 中茂庭 - 茂庭中学校 - 北野原 - もにわの湯
  - 飯坂・中茂庭

#### 道路
- 東北中央自動車道（南端をかすめる）
- 国道399号（茂庭街道）
- 福島市道1号鳥川焼松林道線

## 茂庭村
茂庭村（もにわむら）は、福島県伊達郡に属していた村で、1889年4月1日から1955年3月31日のちょうど66年間存在していた。